# Полтавський робітничо-селянський театр
Полтавський робітничо-селянський театр (РСТ) — драматичний театр, заснований у Полтаві, що діяв 1928—1929 років.

## Загальні відомості
Полтавська окрполітосвіта мала свій робітничо-селянський театр, що організувався 1 січня 1928 з рештків Полтавського театру української драми імені І. П. Котляревського, який розпався через слабку фінансову підтримку.
Художнім керівником театру був призначений Микола Невідомський.
Театр працював також під назвами «Округовий робітничо-селянський театр» та «Український драматичний колектив при Полтавському посередробмисі». Також носив ім'я 10-річчя ЛКСМУ.
1929 року театр перебазувався до Бахмута під назвою «Український театр Донбасу», а М. Г. Невідомський створив новий театр — Полтавський український пересувний театр сатири «Червоний Перець».

## Актори
- Бабич Б. С.
- Бабич Л. С.
- Бровченко П. К.
- Бровченко Р. М.
- Денисенко Ф. Д.
- Зливко Т. С.
- Корсун М. М.
- Кладницький М.I.
- Коханий І. І.
- Олексієнко М. О.

## Репертуар
- «Гандзя» Івана Карпенка-Карого
- «Лісова пісня» Лесі Українки
- «Республіка на колесах», «Рожеве павутиння» Якова Мамонтова
- «Родина Щіткарів». М. Ірчана
- «Таміла» О. Золіна
- «Джумма Машід» Г. Венеціанова.